# 田中一永
田中 一永（たなか かずひさ、1977年11月12日 - ）は、日本の男性声優。アクセント所属。埼玉県出身。

## 略歴
東京アナウンスアカデミー、江崎プロダクション養成所、映像テクノアカデミア、ぷろだくしょん★A組、フリー期間を経てアクセント所属。

## 人物
趣味は映画鑑賞、バスケットボール。特技は書道五段。

## 出演

### テレビアニメ
- ガングレイヴ（2003年、デカルト手下C）
- 犬夜叉（2004年、村人）
- 焼きたて!! ジャぱん（2004年、SP、庭師）
- ギャラリーフェイク（2005年、学芸員、係官）
- 交響詩篇エウレカセブン（2005年、州軍オペレーター、ノーマ03）
- NARUTO（2005年 - 2006年、介錯人、医療忍者）
- Kanon（2006年、医者、教師）
- 遊☆戯☆王5D's（2008年、山下太郎の父）
- あたしンち（2009年、宅配員）

### 劇場アニメ
- 人狼 JIN-ROH（2000年）
- 犬夜叉 天下覇道の剣（2003年）
- 未来のミライ（2018年、未来の東京駅自動アナウンス）[5]

### ゲーム
- 義経英雄伝（2005年、佐藤忠信）
- 義経英雄伝修羅（2005年、佐藤忠信）
- はじめの一歩 Revolution（2007年、間柴了）
- メトロイド アザーエム（2010年、ライアル・スミソニアン）
- ノーブルリージュ!（2011年、羆）
- 機動戦士ガンダム U.C. ENGAGE（2025年、ネオ・ジオン艦長[6]）

### 吹き替え

#### 映画
- アイ・アム・デビッド
- 穴
- アメリカン・グラフィティ2（ジョー）
- アレキサンダー
- アンダーワールド
- エーミールと探偵たち
- 王妃マリー・アントワネット（ルイ15世）
- カンパニー・マン
- 奇蹟の詩 サード・ミラクル
- きみに読む物語
- ギャング・オブ・ニューヨーク
- キングスパイダー
- クローサー
- 黒お怨
- コロンビアーナ（マルコ〈ジョルディ・モリャ〉）
- サイコキラー
- 最後の恋のはじめ方
- ザ・インタープリター
- シェイド
- シェフと素顔と、おいしい時間
- ジャングル 2 ジャングル
- 10億分の1の男
- スティング（ジョー・エリー）※ソフト版
- スノー・クイーン 〜雪の女王〜（ロスティン伯爵）
- すべてはその朝始まった
- タイムリミット
- 堕天使のパスポート
- 沈黙の標的
- デス・オブ・ザ・クロウ
- デス・フロント
- トナカイのブリザード
- トレジャー・アイランド
- トロイ
- トンケの蒼い空
- パーマネント ミッドナイト
- 博士の異常な愛情 または私は如何にして心配するのを止めて水爆を愛するようになったか（ディートリッヒ）
- 花咲ける騎士道
- パラダイスウィルス
- ビヨンド the シー 夢見るように歌えば（ディック）
- ヒロイック・デュオ 英雄捜査線
- ビロウ
- ブラインド・ホライズン
- ベッカムに恋して
- ミッシング
- ミニミニ大作戦
- ミュンヘン
- ラムラスくんの幸せをさがして
- リクルート
- 理想の女
- レジェンド・オブ・サムライ
- レジェンド/三蔵法師の秘宝
- ロード・オブ・ザ・リング/王の帰還（ヨールラス）
- ロード・オブ・ザ・リング/二つの塔（兵士#4）
- ワンナイト・イン・モンコック

#### ドラマ
- イ・サン
- OZ/オズ（シリル・オライリー）
- 気分はぐるぐる
- グリーンローズ（チョン弁護士）
- ゲーム・オブ・スローンズ（アリザー・ソーン）
- ザ・ホスピタル（スン副部長）
- シックス・フィート・アンダー（ニコライ）
- ターミネーター:サラ・コナー クロニクルズ（ディミートリ）
- 太王四神記（チョロの父）
- 24 -TWENTY FOUR- シーズン5（ハース）
- ドクター・フー
- パワーレンジャー・ライトスピード・レスキュー（トライファイア）
- ヒューマニスト 堕ちた弁護士（ブライアン）
- ホテル・バビロン

#### テレビ番組
- UFC登竜門 ジ・アルティメット・ファイター シーズン9（ジェイソン・ピアース）

#### アニメ
- ガーゴイルズ（キャスタウェイ）
- 新 キャプテン・スカーレット（ドクター・ゴールド）
- スパイダーマン・アンリミテッド（51X）
- トムとジェリー テイルズ
- ファンタスティック・フォー（シルバーサーファー）

### CM
- ロッテ
- マクドナルド

### 駅自動放送
- 東日本旅客鉄道（JR東日本） - 東京圏輸送管理システム（ATOS）導入駅の大多数、及び仙台駅在来線地上ホームの日本語アナウンス、木更津駅（向山佳比子とペア）。
  - 前任の津田英治の加齢及び声質変化に伴い、2014年11月より担当している[7]。

### ナレーション
- アメリカ大統領選緊急特番
- 日経スペシャル 稲盛和夫 生きる〜道、ひたむきに〜
- ビジネスビジョン
- ビジネスフラッシュ 2ndStage（チバテレ）
- 未来展望〜トップリーダーの集い〜
- のびのびシティさいたま市（テレビ埼玉、2023年5月から担当。）[8]

### テレビ番組
- クローズアップ現代（NHK 2015年10月8日）[9]
- NEWS ZERO（日本テレビ 2015年6月9日）[10]
- 猫のエンタメ缶（ジャック）

### 映画
- パラレルワールド・ラブストーリー（JR駅自動アナウンス）